# Садовое (Зерендинский район)
Садовое (каз. Садовое) — село в Зерендинском районе Акмолинской области Казахстана. Административный центр Садового сельского округа. Код КАТО — 115671100.

## География
Село расположено на центре района, в 40 км на север от центра района села Зеренда. Близ села имеется Чалгалинское водохранилище. 

### Улицы[2]
- ул. Бирлик,
- ул. Достар,
- ул. Егемен,
- ул. Жана коныс,
- ул. Желтоксан,
- ул. Мектеп,
- ул. Тауелсиздик.

### Ближайшие населённые пункты
- село Красный Яр в 5 км на севере,
- город Кокшетау в 7 км на востоке,
- село Еликти в 8 км на юго-западе,
- село Заречное в 8 км на юге.

## Население
В 1989 году население села составляло 468 человек (из них русских 53%).
В 1999 году население села составляло 477 человек (229 мужчин и 248 женщин). По данным переписи 2009 года, в селе проживало 547 человек (276 мужчин и 271 женщина).
| Численность населения | Численность населения | Численность населения |
| 1989                  | 1999                  | 2009                  |
| --------------------- | --------------------- | --------------------- |
| 468                   | ↗477                  | ↗547                  |